# Licorería
Una licorería es un lugar donde se fabrican licores y los diversos establecimientos donde se pueden consumir o adquirir bebidas alcohólicas. En Chile son llamados "botillerías". El variante estadounidense es liquors store (tienda de licores).

## Tipos de licorerías
Son muy diversos, según puede verse en esta galería de imágenes:

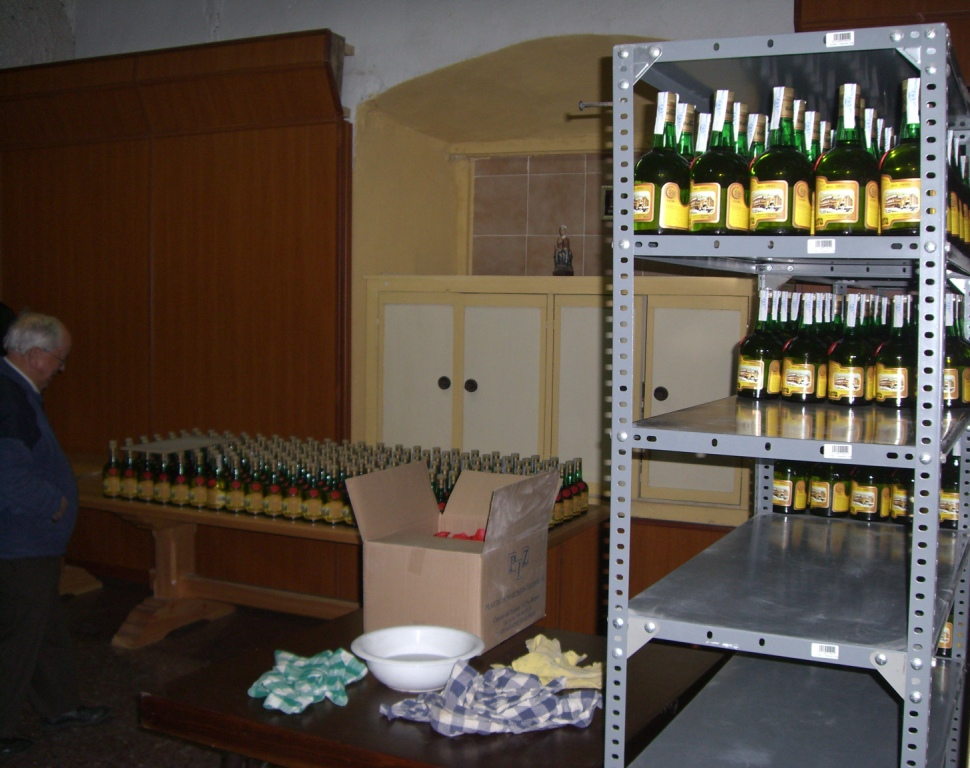
Licorería del Monasterio de Valvanera, La Rioja (España).
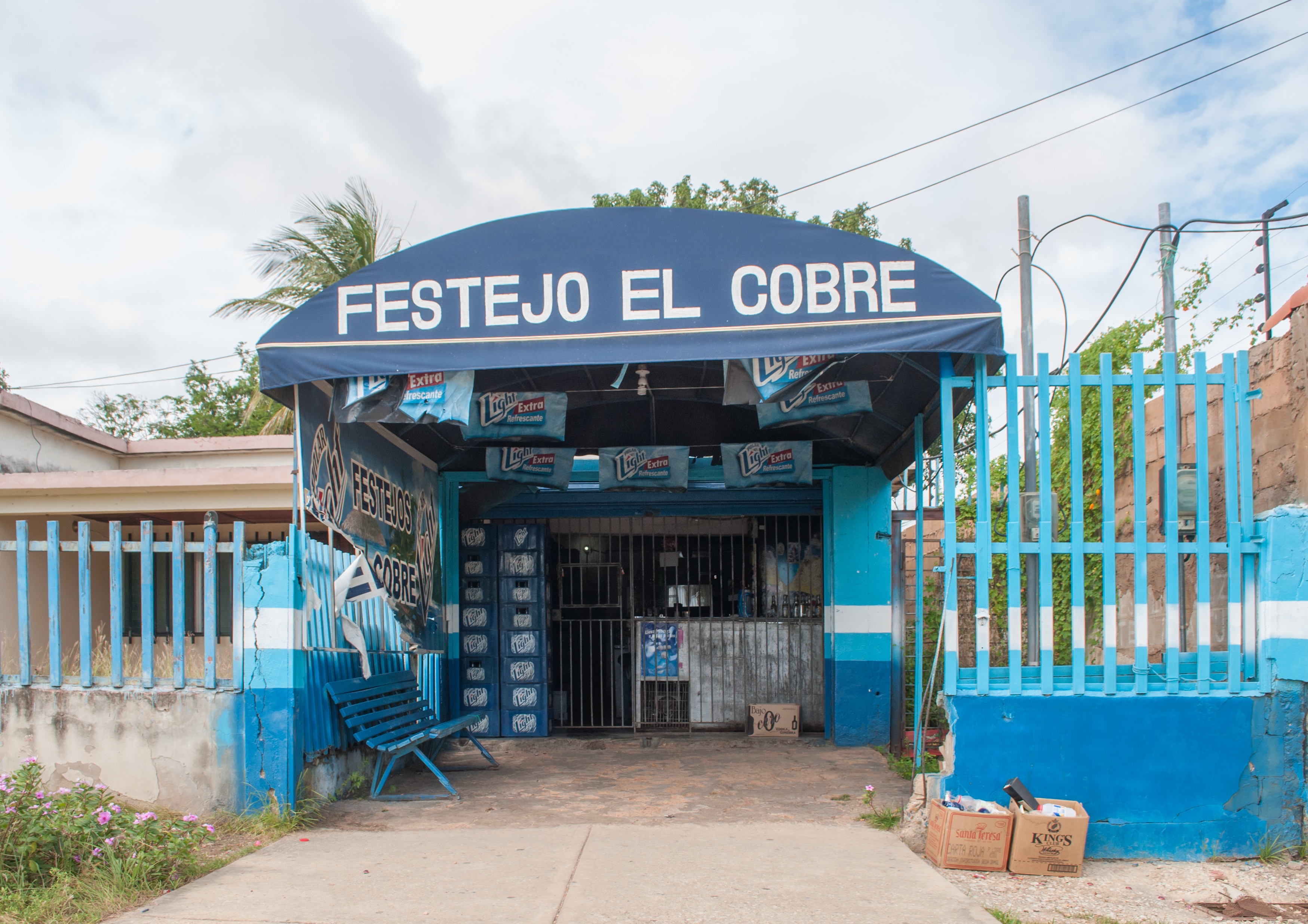
Licorería en el El Guamache (Venezuela).
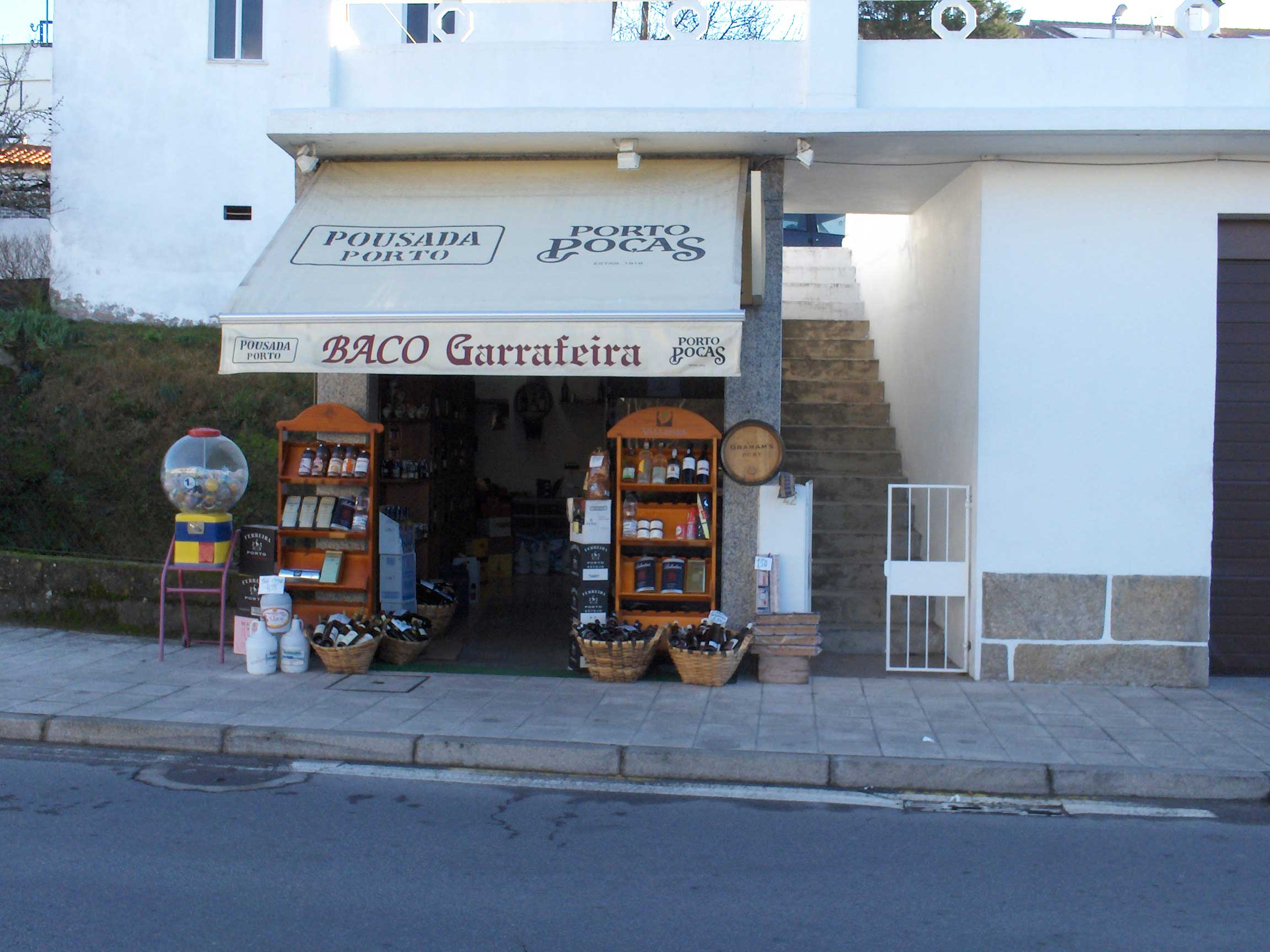
Licorería en Vilanova de Cerveira, Portugal.
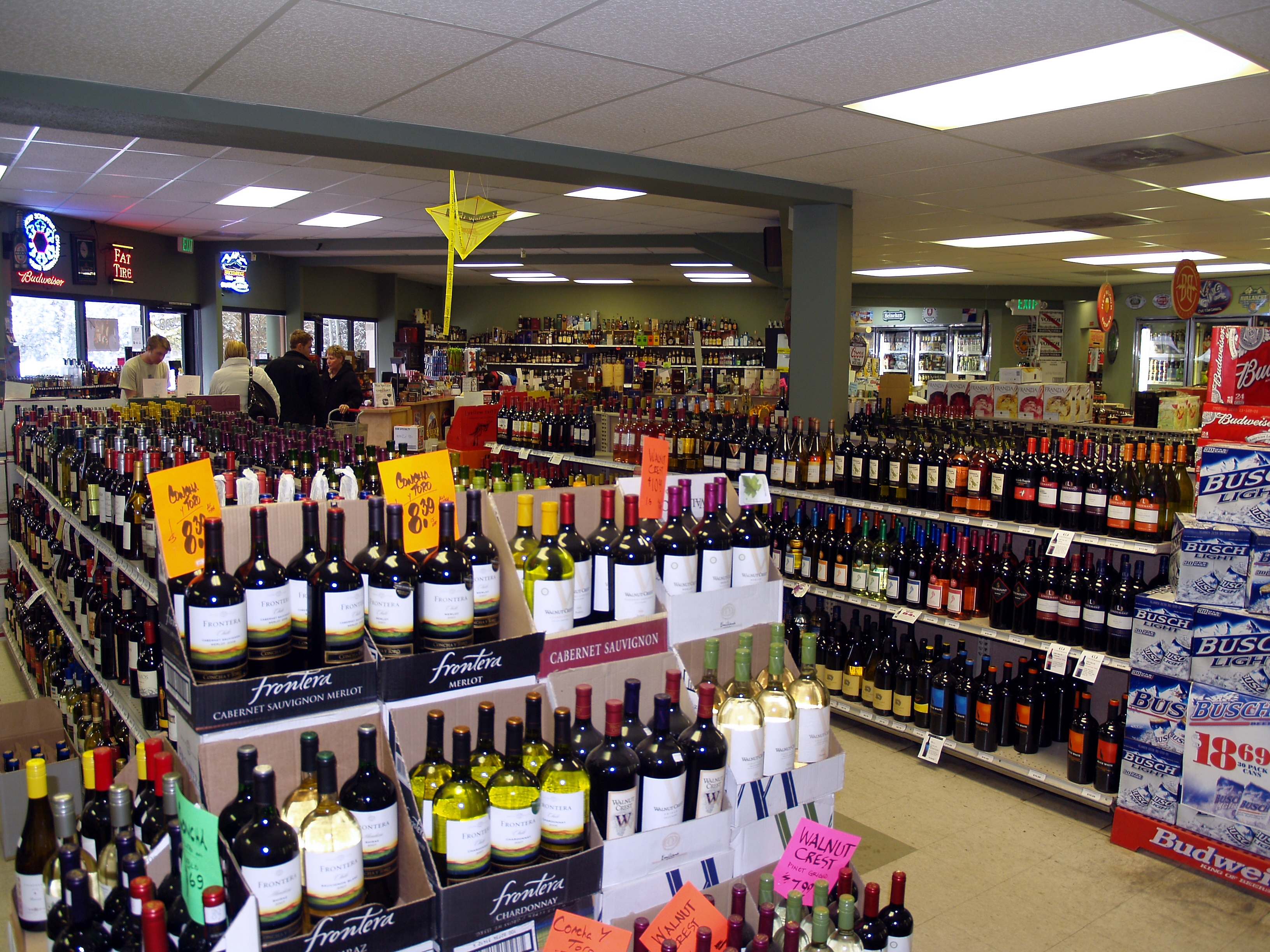
«Liquor store» en Colorado (USA).